# Junta de Administración Portuaria y de Desarrollo Económico de la Vertiente Atlántica de Costa Rica
La Junta de Administración Portuaria y de Desarrollo Económico de la Vertiente Atlántica de Costa Rica (JAPDEVA) è il Consiglio di Port Administration e dello sviluppo economico della costa atlantica della Costa Rica. È stata fondata nel 1963 come entità autonoma dello Stato, al fine di garantire il mantenimento dei canali di provincia settentrionale di Limón (Tortuguero e Barra del Colorado) e monitorare i contratti governativi per quanto riguarda i porti e le stazioni.